# Francisco Pico (fill)
Francisco Pico (Buenos Aires, 2 d'abril de 1805 - íd., 17 d'agost de 1875) va ser un jurisconsult i polític argentí, que va exercir el càrrec de Ministre de Relacions Exteriors de la Confederació Argentina entre 1860 i 1861.

## Biografia
Fill del coronel Francisco Pico i de Benita Nazarre, va pertànyer des de la seva joventut al Partit Unitari. Per la seva oposició al govern de Juan Manuel de Rosas es va exiliar a Montevideo, on va participar en la lluita contra el governador porteny. Va ser nomenat ambaixador del govern correntí de Joaquín Madariaga davant França i el Regne Unit, però no va dur a terme cap negociació.
Va tornar a la seva ciutat natal poc després de la caiguda de Rosas, on va participar en les negociacions amb el general Justo José de Urquiza dels dies posteriors a la batalla de Caseros. Elegit diputat a la Sala de Representants de la província de Buenos Aires el 1852, de la qual fou vicepresident. Autor d'un projecte de llei per agrair a Urquiza haver alliberat a Buenos Aires de la tirania, i també del de delegació de relacions exteriors en el mateix Urquiza. Va acompanyar al governador Vicente López i Planes a la signatura de l'Acord de Sant Nicolás. Fou ministre d'hisenda de la intervenció federal d'Urquiza a Buenos Aires, aquell mateix any.
La Revolució de l'11 de setembre de 1852 el va deixar del costat de l'oposició, que va abandonar al poc temps, unint-se al partit de Bartolomé Mitre. Va ser diputat a la Convenció reformadora de la Constitució Nacional l'any 1860.
Partidari del governador Mitre, el president Santiago Derqui el va incloure al seu gabinet com a Ministre de Relacions Exteriors. El seu nomenament va tenir lloc com a part del breu acostament entre Derqui i Mitre, juntament amb el del Ministre d'Hisenda, Norberto de la Riestra. Originalment, el càrrec li havia estat ofert a l'ex vicepresident Salvador María del Carril, però aquest l'havia rebutjat.
Després de la Batalla de Pavón i la unificació definitiva de l'Argentina, va exercir com a conseller legal del president Nicolás Avellaneda i com a Procurador General de la Nació.